# Ana Grbac
Ana Grbac (Fiume, 23 marzo 1988) è una pallavolista croata.
Gioca nel ruolo di palleggiatrice nel Club Sportiv de Volei Alba-Blaj.

## Carriera
La carriera di Ana Grbac inizia nel 2002, tra le file delle selezioni giovanili del Rijeka, squadra della sua città natale. Nella stagione 2005-06 fa il suo esordio in prima squadra. Nel 2006, fa il suo debutto in nazionale maggiore. Sempre nello stesso anno, debutta nel campionato italiano, con Perugia, in Serie A1. Durante la permanenza in Italia, vince una Champions League, una Coppa CEV, uno scudetto, una Coppa Italia ed una Supercoppa italiana.
Nella stagione 2008-09 è di nuovo al club di Fiume, con cui vince il campionato croato. Nell'estate del 2009 viene convocata in nazionale per i Giochi del Mediterraneo, dove vince la medaglia di bronzo. Nel 2010, si trasferisce in Svizzera al Volleyballclub Voléro Zürich, con cui vince il campionato e la coppa nazionale.
Nella stagione 2011-12, passa al Budowlani Łódź Sportowa, nel campionato polacco, mentre la stagione successiva è all'Azərreyl Voleybol Klubu, militante nel campionato azero. Nella stagione 2012-13 ritorna in Italia, acquistata dalla Futura Volley Busto Arsizio, per la fase play-off. Ritorna nella Superliqa azera già nella stagione successiva, ingaggiata questa volta dalla Lokomotiv Bakı Voleybol Klubu.
Nell'annata 2014-15 ritorna al Volero Zürich, mentre in quella successiva è in Romania con il Club Sportiv de Volei Alba-Blaj, aggiudicandosi lo scudetto.

## Palmarès

### Club
- Campionato italiano: 1

2006-07
- Campionato croato: 1

2008-09
- Campionato svizzero: 2

2009-10, 2014-15
- Campionato rumeno: 1

2015-16
- Coppa Italia: 1

2006-07
- Coppa di Svizzera: 2

2009-10, 2014-15
- Supercoppa italiana: 1

2007
- Champions League: 1

2007-08
- Coppa CEV: 1

2006-07

### Nazionale (competizioni minori)
- Giochi del Mediterraneo 2009

### Premi individuali
- 2005 - Campionato europeo pre-juniores: Miglior palleggiatrice